# Анђело ди Ливио
Анђело ди Ливио (итал. Angelo Di Livio; 26. јул 1966) је бивши италијански фудбалер и национални репрезентативац.

## Каријера

### Клупска каријера
Ди Ливио је започео играчку каријеру 1981. године у јуниорима Роме, док за сениорски тим никад није заиграо будући да га је клуб слао на позајмице у нижелигаше Ређану, Ночерину и Перуђу. Након истека уговора са Ромом, Ди Ливио остаје у Перуђи за коју је наступао до 1989.
Након тога прелази у Падову за коју је наступао четири сезоне. Године 1993, га купује торински Јувентус у којем је дебитовао 27. октобра 1993. у утакмици италијанског купа против Венеције коју је Јуве изгубио са 4:3. Такође, занимљив је податак да је управо Анђело Ди Ливио асистирао за први гол Дел Пјера у дресу Старе даме. Током каријере у Торину, Ди Ливио је освојио три скудета и једну Лигу шампиона.
Године 1999, је потписао за Фјорентину у којој је остао и након што је клуб 2002. због банкрота испао у Серију Б а касније и у Серију Ц2 када је тим носио име „Флорентија Виола“. У том периоду био је клупски капитен. У Фјорентини је остао до краја сезоне 2004/05. када се клуб вратио у Серију А, а будући да му није продужен уговор, Ди Ливио је објавио крај играчке каријере.

### Репрезентативна каријера
Ди Ливио је за сениорски тим дебитовао са 29 година у утакмици против Словеније која је одиграна 6. септембра 1995. године. Са репрезентацијом је наступао на два европска (1996. и 2000) те два светска (1998. и 2002) првенства. На ЕУРУ 2000. је са Италијом био сребрни.
Своју последњу утакмицу у репрезентативном дресу одиграо је 18. јуна 2002. у осмини финала Светског првенства 2002. против домаћина Јужне Кореје коју је Италија изгубила са 2: 1.

## Успеси

### Клупски
Јувентус
- Серија А: 1994/95, 1996/97, 1997/98.
- Куп Италије : 1994/95.
- Суперкуп Италије :1995, 1997.
- УЕФА Лига шампиона: 1995/96.
- УЕФА суперкуп: 1996.
- Интерконтинентални куп: 1996.

Фјорентина
- Куп Италије: 2000/01.
- Серија Ц2: 2002/03.

Перуђа
- Серија Ц2: 1987/88.

### Репрезентативни
Италија
- Европско првенство у фудбалу (вицешамион): 2000.